# Stromboli
För andra betydelser, se Stromboli (olika betydelser).

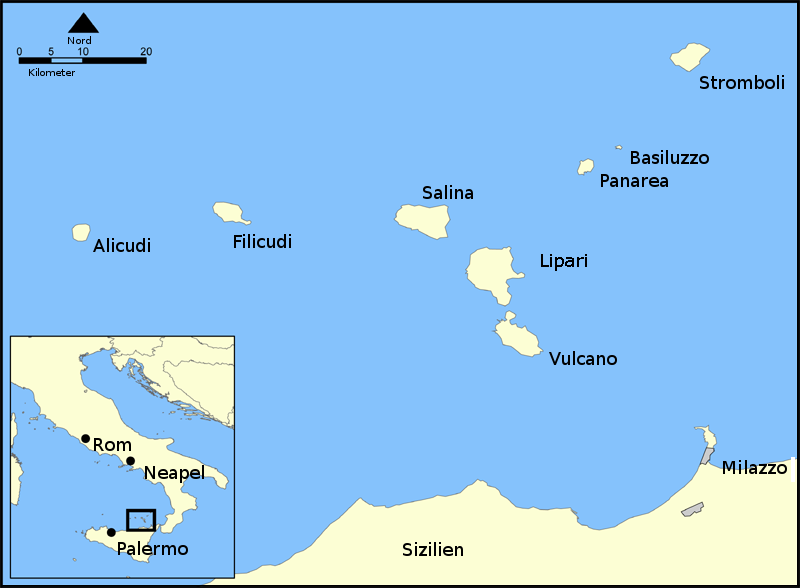
De Eoliska öarna norr om Sicilien, med Stromboli längst i nordöst.

Stromboli är en av de Eoliska öarna, en vulkanisk öbåge i Tyrrenska havet strax norr om Sicilien i södra Italien. Ön har en yta på 12,6 km², och toppen på vulkanen befinner sig på 924 meter över havet. Stromboli har cirka 500 invånare, som till största delen livnär sig på turism.

## Vulkanen
Stromboli är en stratovulkan med en total höjd på omkring 2500 – 3000 meter. Den är känd för sina oftast små och regelbundna utbrott som inträffar med i snitt cirka 20 minuters intervall. Denna lågintensiva aktivitet har pågått åtminstone ett par tusen år. De små, regelbundna utbrotten utgörs av lava blandad med från djupare nivå uppstigande gas som orsakar karaktäristiska explosioner när den når det lägre trycket vid utloppet. Denna typ av utbrott har generellt kommit att kallas för stromboliska utbrott.
Ett par gånger om året sker dock kraftigare explosioner, och med ungefär 5–10 års mellanrum sker även större utbrott med lavaflöde.

## I populärkultur
Stromboli är även namnet på en italiensk film från 1950 som utspelar sig på ön. Filmen regisserades av Roberto Rossellini, och Ingrid Bergman hade huvudrollen som en litauiska som gifter sig med en av öns invånare.
Stromboli finns även med Jules Vernes roman Till jordens medelpunkt (1864), där huvudpersonerna stiger ner i den isländska vulkanen Snæfellsjökull och efter långa vandringar i underjorden kommer ut genom Stromboli. 

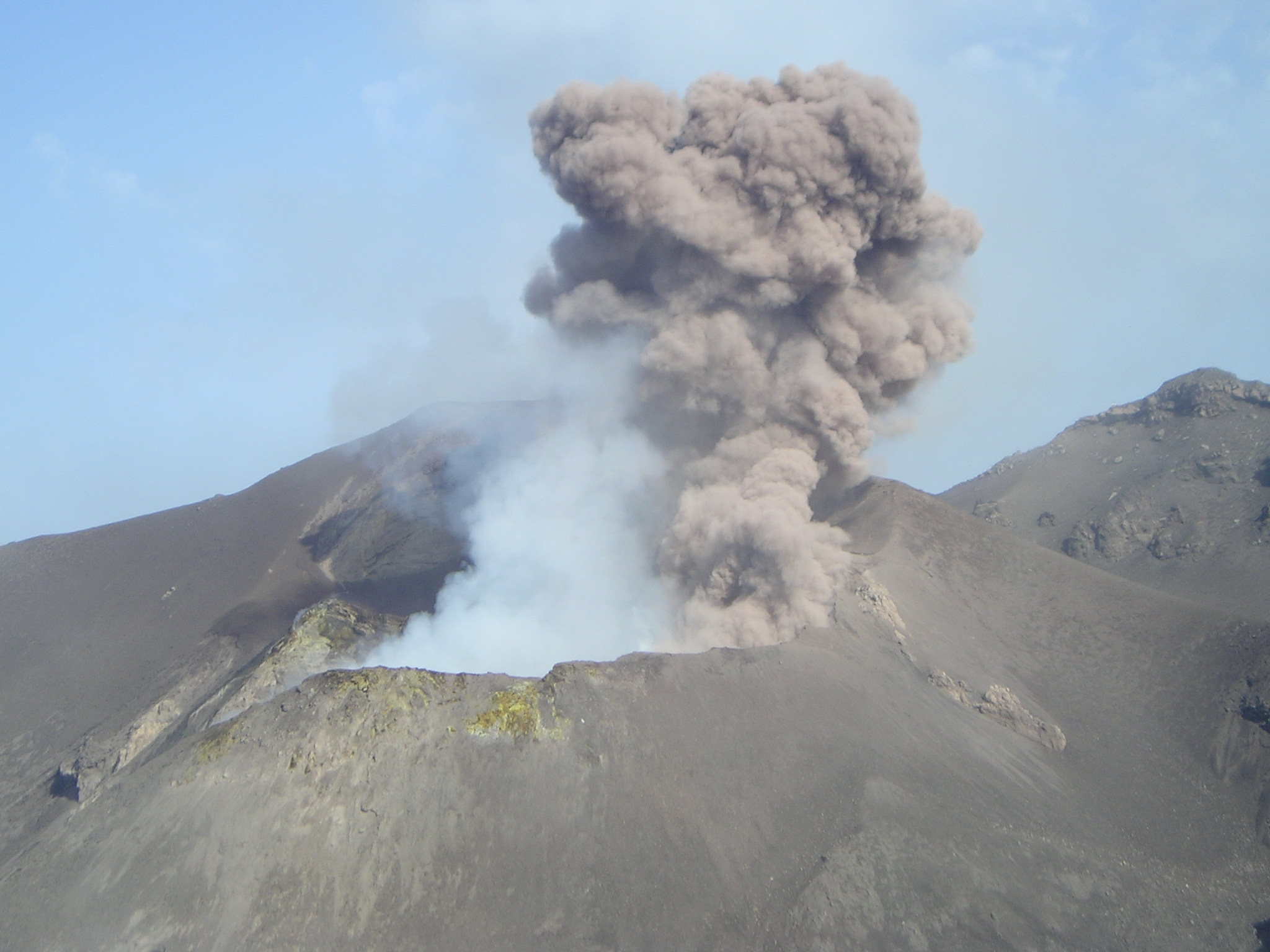
Den aktiva kratern
Utbrott på Stromboli